# Teisendorf

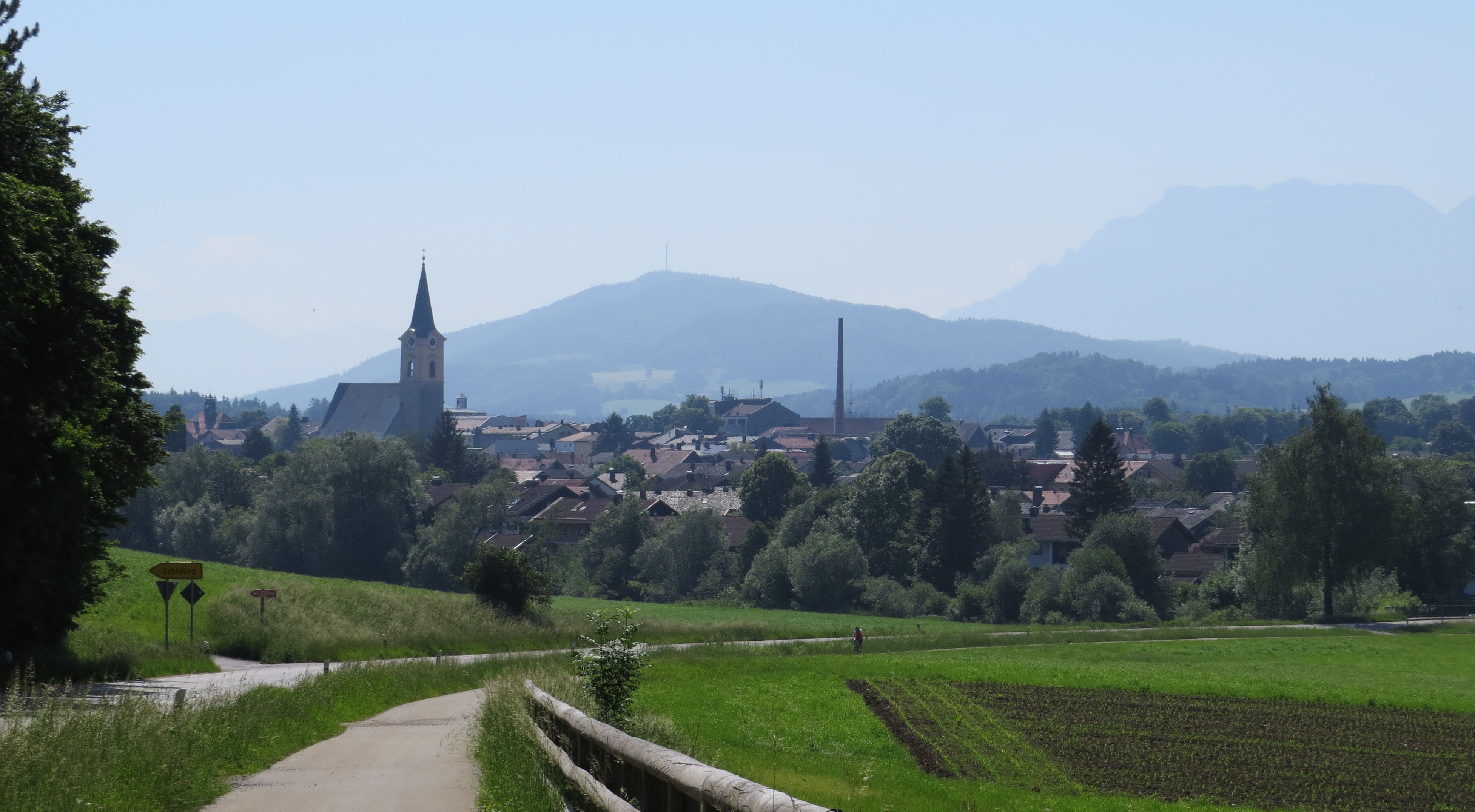
Teisendorf von Nordwesten

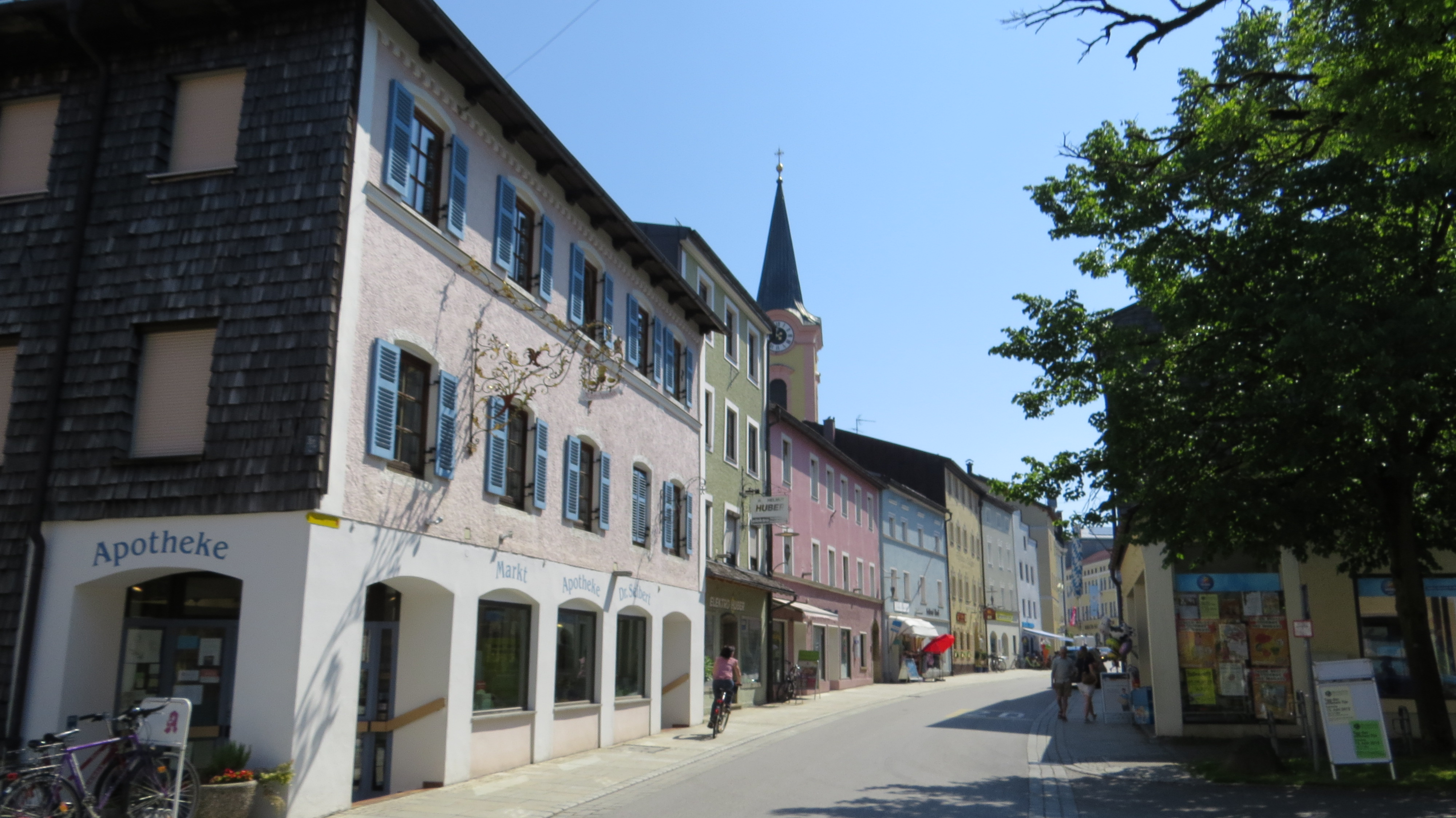
Marktstraße in Teisendorf

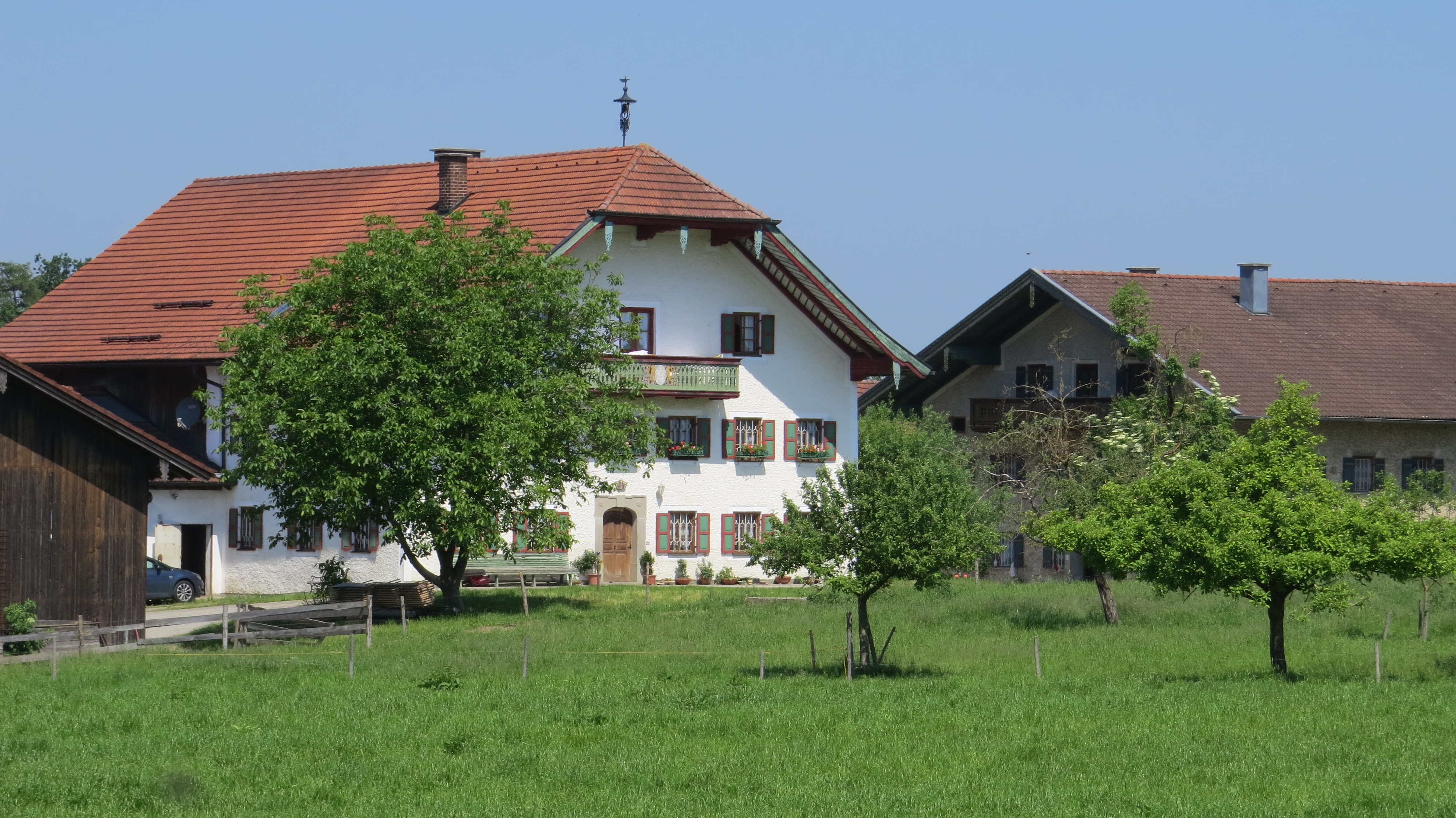
Wannersdorf

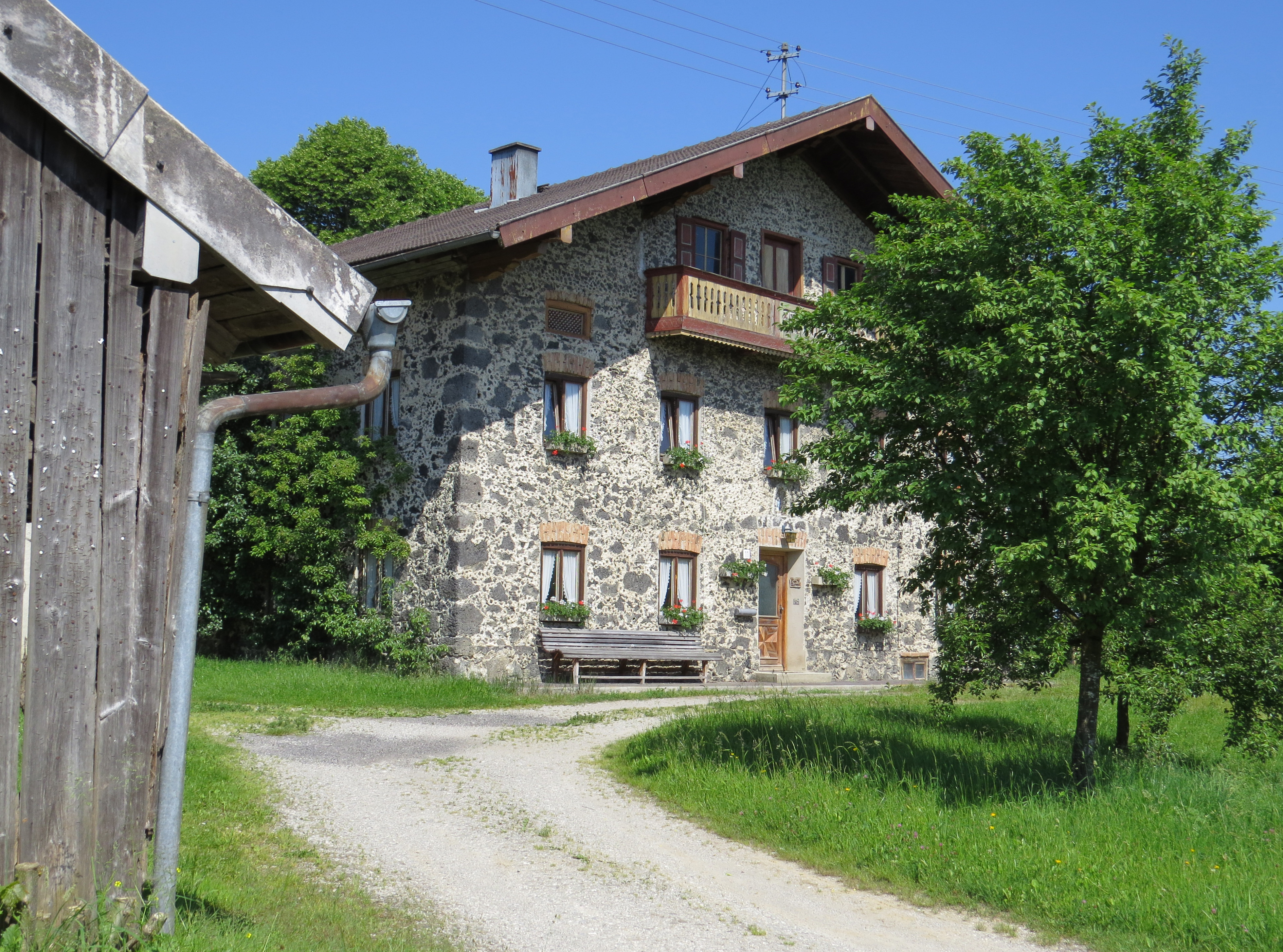
Oberstetten

Teisendorf ist ein Markt im Landkreis Berchtesgadener Land im Regierungsbezirk Oberbayern.

## Geografie
Teisendorf liegt im Rupertiwinkel, am Fuß des nördlichsten Tausenders der Deutschen Alpen, des Teisenbergs (1333 m). Im Osten erhebt sich der Högl (827 m), der Teisendorf nach Salzburg hin abgrenzt. Der Ort befindet sich im Alpenvorland zwischen Salzburg und dem Chiemsee, einige Kilometer südlich des Waginger Sees am Oberlauf der Sur.
Nachbargemeinden sind Ainring, Anger, Inzell, Petting, Saaldorf-Surheim, Siegsdorf, Surberg, Waging am See und Wonneberg. Zudem befinden sich die Städte Bad Reichenhall, Freilassing, Laufen und Traunstein auf bayerischer Seite sowie Oberndorf und Salzburg auf österreichischer Seite in unmittelbarer Nähe.

## Gemeindeteile
Die Marktgemeinde hat 226 Gemeindeteile und ist damit die bayerische Gemeinde mit den meisten Gemeindeteilen. Neben dem Hauptort Teisendorf sind dies:
- Die Pfarrdörfer Neukirchen am Teisenberg, Oberteisendorf und Weildorf.

- Die Kirchdörfer Holzhausen bei Teisendorf, Mehring und Wimmern.

- Die Dörfer Achthal, Allerberg, Eichham, Freidling, Großrückstetten, Gumperting, Hausmoning, Hörafing, Kothbrünning, Lacken, Obermoos, Oberstetten, Oed, Offenwang, Patting, Punschern, Roßdorf, Rückstetten, Schödling, Stegreuth, Stötten und Ufering.

- Die Weiler Amersberg, Arnolding, Au, Babing, Bach, Dechantshof, Egelham, Endorf, Englham, Erlach, Gabenstadt, Geislehen, Grafenberg, Gröben, Grübel, Grubenhaus, Gschwend, Heigelsberg, Helming, Hinterschnaitt, Hochmoos, Hofholz, Hub, Hunkling, Iglgeis, Kendl, Kirchsteg, Klötzel, Kolberstatt, Krainwinkl, Kressenberg, Langhögl, Loch, Mittereck, Moosham, Moosleiten, Mühlleiten, Mühlpoint, Neulend, Oberndorf, Oberreit, Oberreut, Oberstraß, Pank, Pom, Ried, Roidham, Roll, Sankt Georgen, Schlossried, Schnaitt, Schnelling, Seeleiten, Seiberstadt, Solling, Spittenreut, Spöck, Sprung, Stetten, Stidlhäusl, Strußberg, Surmühl, Teisenberg, Thal, Thalhausen, Thumberg, Unterstetten, Vorderkapell, Wagneröd, Wannersdorf, Warisloh, Weitwies, Windbichl, Wolfhausen, Wonnau und Wörlach

- Die Einöden Adligstadt, Almeding, Aschau, Atzlbach, Beilehen, Berg, Braunsreut, Breitenloh, Brunnmeister, Bücheln, Burgstall, Buschachen, Dandlhäusl, Doppel, Doppeln, Ed, Eder, Espannhausen, Feldel, Fuchssteig, Gastag, Geischberg, Gemachmühle, Gierstling, Goppling, Graben, Grabenhäusl, Grub, Guggenberg, Haag, Hainbuch, Hammer, Haslach, Helmbichl, Herrnlehen, Hintereck, Hinterleiten, Hinterloh, Hochhorn, Hochöd, Hochpoint, Hof, Hörbering, Hubmühle, Irlach, Kaltenbach, Kendler, Kirchbichl, Kleinrückstetten, Kletzl, Knapper, Knogl, Kühberg, Kumpfmühle, Laming, Leiten, Leitenbach, Linden, Lohen, Lohstampf, Lohwiesen, Luß, Malzleiten, Marxöd, Mauerreuten, Mitterleiten, Mitterstatt, Moosen, Mühlfelden, Mühlreut, Mühwalten, Niederreit, Obau, Oberachthal, Oberhub, Oberlehen, Oberreuten, Oberstarz, Oberwiesen, Öd, Osterloh, Paradies, Point, Querchtsfelden, Rainer, Ramstetten, Reisach, Reit a.Berg, Reut, Reuter, Sagmeister, Schlacht, Schleifmühl, Schlinzger, Schmidleiten, Schnaidt, Schütz, Schwammgraben, Schwarzenberg, Stadl, Starz, Stockach, Stölln, Surbergbichl, Thannbichl, Trischlmauer, Unterholzen, Vordereck, Vorderleiten, Vorderloh, Wald, Wank, Weiher, Weiherhäusl, Weitmoos, Wernersbichl, Wetzelsberg, Wieshäusl, Wildberg, Wimm und Wolfgrub

## Geschichte

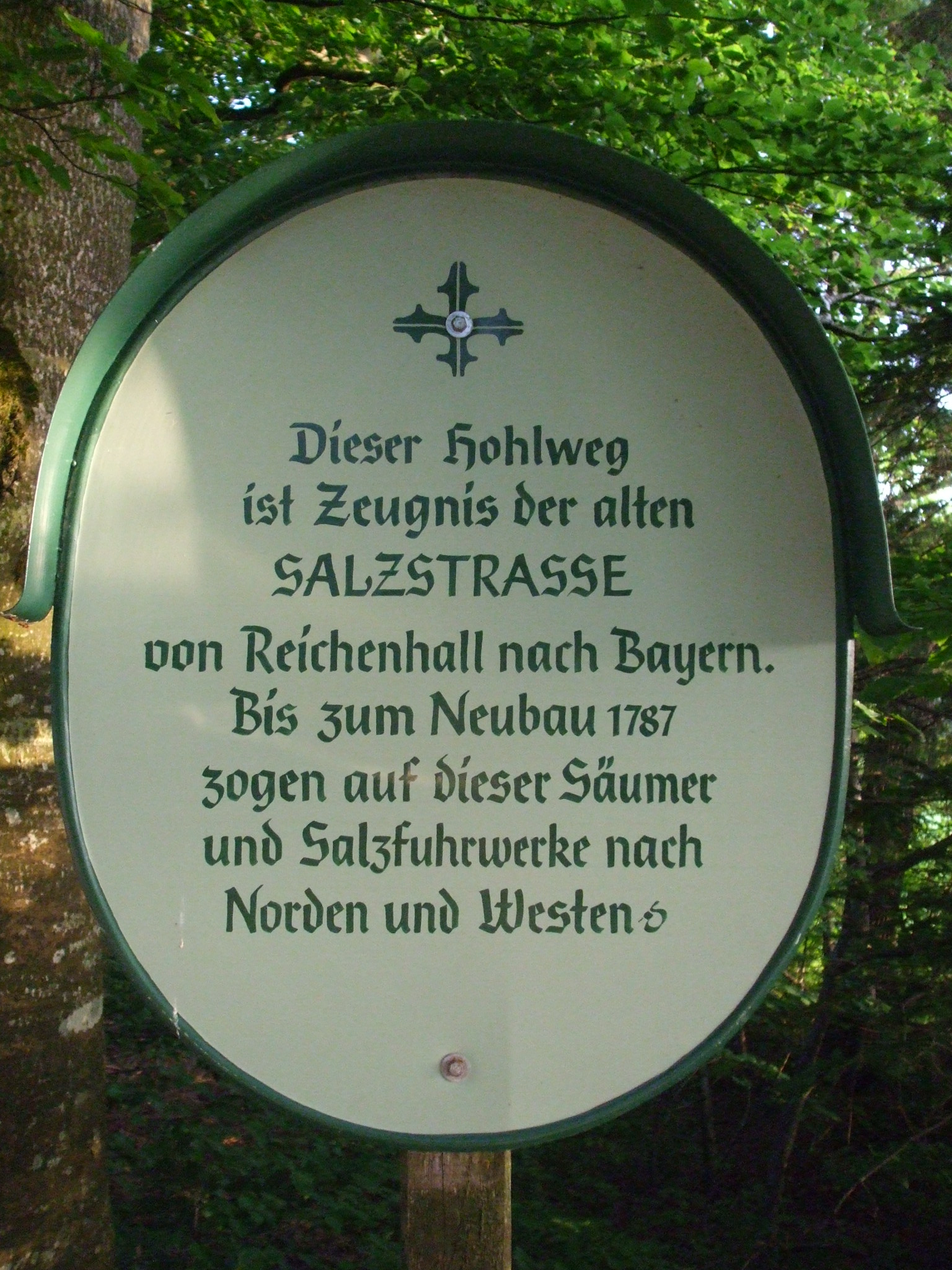
Gedenktafel an die mittelalterliche Salzstraße von Bad Reichenhall zum Bodensee

### Bis zur Gemeindegründung
Teisendorf wurde etwa im Jahre 700 gegründet und erstmals 790 als Tusindorf in einer Schenkungsurkunde der damaligen Bayernherzöge an das Erzstift Salzburg erwähnt.
Das damalige Dorf Niederteisendorf bot im 13. Jahrhundert gute Voraussetzungen für eine Ansiedlung von Gewerbetreibenden und damit für eine Marktwerdung. Es lag an einer wichtigen Straße bzw. Straßenkreuzung. Damit kam es zur Einrichtung einer Mautstation, und der Ort wurde religiöser Mittelpunkt durch die Pfarrkirche und den Pfarrsitz, dazu kam die Aufwertung als wirtschaftliches Zentrum für die umwohnende Landbevölkerung durch das Verbot, im Umkreis von zwei Meilen bei den Bauern direkt Lebensmittel sowie handwerklich erzeugte Produkte für den Handel einzukaufen.
Im Text der deutschen Originalurkunde des Erzbischofs Ortolf für das Kloster St. Peter wird Teisendorf 1344 erstmals als „Markt“ bezeichnet.
Der Rupertiwinkel gehörte über 600 Jahre zum Erzstift Salzburg. Am 19. September 1810 erfolgte die Eingliederung in das damalige Königreich Bayern. Im Jahre 1818 wurde das Landgericht Teisendorf aufgelöst. Das Gemeindegebiet gehörte fortan zum Sprengel des Landgerichts Laufen.

### Eingemeindungen
Im Zuge der Gemeindegebietsreform wurde am 1. April 1971 die Gemeinde Freidling eingegliedert. Am 1. Januar 1972 kamen die Gemeinden Holzhausen bei Teisendorf und Roßdorf hinzu. Am 1. Mai 1978 folgten die Gemeinde Neukirchen am Teisenberg einschließlich des hierin am 1. Januar 1978 eingegliederten gemeindefreien Gebietes Schwarzenberg und Teisenberg, die Gemeinde Oberteisendorf mit dem am 1. Januar 1972 eingemeindeten Rückstetten und die Gemeinde Weildorf.

### Einwohnerentwicklung
Zwischen 1988 und 2018 wuchs der Markt von 8152 auf 9325 um 1173 Einwohner bzw. um 14,4 %.

## Politik

### Gemeinderat
Der Marktgemeinderat setzt sich aus 20 Gemeinderäten und dem 1. Bürgermeister zusammen. Seit der Kommunalwahl vom 15. März 2020 verteilen sich die Gemeinderatssitze wie folgt auf die Parteien:
| Partei/Liste | CSU | SPD | Grüne | FWG | Gesamt |
| Sitze        | 9   | 2   | 3     | 6   | 20     |

Die Wahlbeteiligung betrug 70,5 %.

### Bürgermeister
Bei der Bürgermeisterwahl im März 2014 konnte Amtsinhaber Franz Schießl (Freie Wählergemeinschaft) sein Amt nicht verteidigen, Thomas Gasser (CSU) wurde mit 52,91 % der Stimmen zum neuen Bürgermeister gewählt; er trat sein Amt am 1. Mai 2014 an. Gasser wurde am 15. März 2020 mit 60,42 % der Stimmen wieder gewählt.

### Wappen
|  | Blasonierung: „In Rot auf grünem Boden stehend der silbern gekleidete heilige Andreas, der mit der Rechten ein schräges schwarzes Kreuz hält.“ |
|  | |

### Kommunale Partnerschaften
- Frankreich: Seit 1972 bestehen Partnerschaften mit den Gemeinden Bétête und Genouillac, Département Creuse, die durch gegenseitige Besuche mit Unterbringung in Gastfamilien gepflegt werden.

## Infrastruktur

### Straßenverkehr
Im Süden der Gemeinde Teisendorf, am Nordhang des Teisenbergs, verläuft die A 8 München–Salzburg. Im Ortsteil Neukirchen befindet sich die gleichnamige Autobahnanschlussstelle. Die Bundesstraße 304 führt ebenfalls durch das Gemeindegebiet. Seit einigen Jahren umfährt sie das Marktzentrum von Teisendorf in einer Umgehungsstraße. Sie verläuft ebenfalls von München nach Salzburg. Außerdem besteht durch die B 304 eine schnelle Verbindung nach Traunstein sowie nach Freilassing.

### Eisenbahn
Durch den Nordosten Teisendorfs verläuft die zweigleisige und elektrifizierte Bahnstrecke mit dem brb re5 München Hbf–Salzburg. Sie wird im Kursbuch der Deutschen Bahn unter der Streckennummer 951 geführt. Circa einen Kilometer östlich der Ortsmitte befindet sich der Bahnhof Teisendorf, er besitzt heute drei Bahnsteiggleise. Das Gleis 2 liegt am Hausbahnsteig, welcher 34 Zentimeter hoch ist. Der Mittelbahnsteig, an dem die Gleise 3 und 4 liegen, hat ebenfalls nur 34 Zentimeter Höhe. Die Station ist somit nicht barrierefrei.
Die Bahnstrecke von Rosenheim nach Salzburg wurde am 1. August 1860 eröffnet. Mit ihr ging auch der Bahnhof Teisendorf in Betrieb. Von Beginn an hatte der Bahnhof Teisendorf eine wichtige Bedeutung, da hier in die Pferdekutschen nach Berchtesgaden umgestiegen werden konnte. Auch das mit Pferdekutschen aus Berchtesgaden herantransportierte Salz wurde hier umgeschlagen. Er hatte nach seiner Eröffnung drei Gleise, ein Empfangsgebäude mit seitlichen Anbauten und ein Wasserhaus, welches Lokomotiven vor dem Steigungsabschnitt in Richtung Traunstein mit Wasser versorgen sollte. Bis 1940 wurden die Gleisanlagen um einige Anlagen für den Güterverkehr erweitert. Der Personenverkehr verlor jedoch durch die Eröffnung der Bahnstrecke Freilassing–Bad Reichenhall an Bedeutung, da die neue Strecke ab Freilassing nun die Pferdekutschen ab Teisendorf ersetzte. Am 26. November 1931 entstand ein Stellwerk der Einheitsbauform, welches 1976 durch ein Spurplanstellwerk ersetzt wurde. Der Güterverkehr wurde in den 1990er Jahren bis auf einen Gleisanschluss für ein Flüssiggaslager eingestellt. Das Empfangsgebäude verkaufte die Deutsche Bahn im Jahr 2008 an eine private Investorengesellschaft.
Heute wird der Bahnhof im Stundentakt im Netz BRB Chiemgau-Inntal von Regionalexpresszügen der Bayerischen Regiobahn GmbH bedient. Diese verkehren von München über Rosenheim, Bad Endorf, Prien am Chiemsee, Traunstein, Teisendorf und Freilassing nach Salzburg. Alle Fernverkehrszüge der DB Fernverkehr und der ÖBB-Personenverkehr durchfahren den Bahnhof ohne Halt.

### Busverkehr
Durch die Gemeinde Teisendorf führen drei Buslinien der Regionalverkehr Oberbayern (RVO), einer Tochtergesellschaft der Deutschen Bahn. Die Buslinie 829 führt von Bad Reichenhall über Anger und Teisendorf nach Rückstetten. Diese verkehrt von Montag bis Freitag ungefähr im Stundentakt. An Samstagen und Sonntagen ist kein Betrieb. Die Buslinie 825 verkehrt nur an Schultagen dreimal täglich von Oberteisendorf über Teisendorf und Saaldorf-Surheim nach Laufen. Die Buslinie 9515 führt von Traunstein nach Freilassing parallel zur Bahnstrecke Rosenheim–Salzburg. Die Linie verkehrt vom Bahnhof Traunstein über Saaldorf-Surberg, Teisendorf und Fridolfing zum Bahnhof Freilassing. Die Buslinie verkehrt von Montag bis Freitag mehrmals täglich, an Samstagen nur vormittags. An Sonntagen ist kein Betrieb.

### Radverkehr
Oberteisendorf und Teisendorf liegen am Bodensee-Königssee-Radweg, welcher in Lindau beginnt und zum Königssee bei Berchtesgaden führt.

## Sehenswürdigkeiten

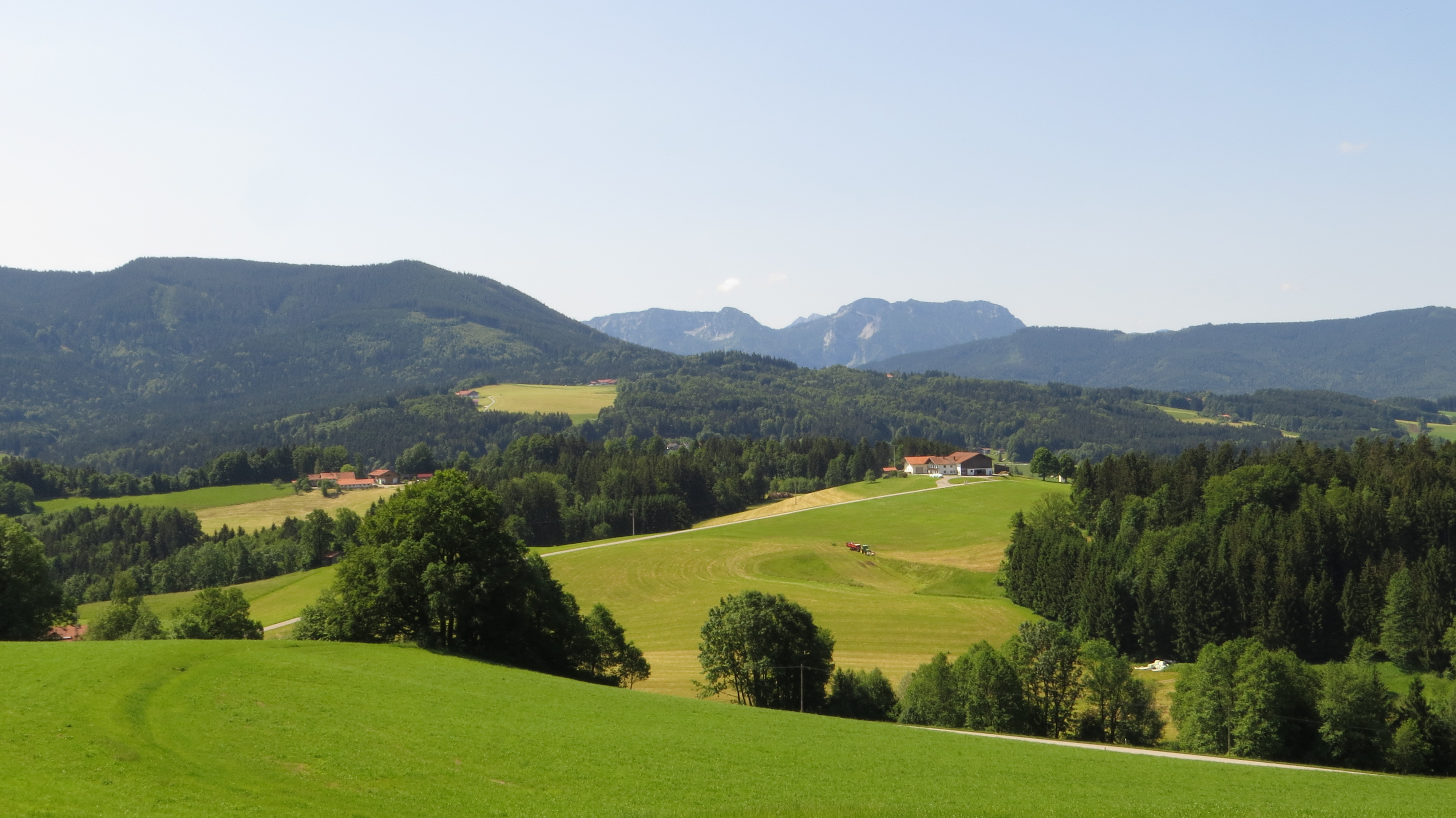
Blick vom Hochhorn

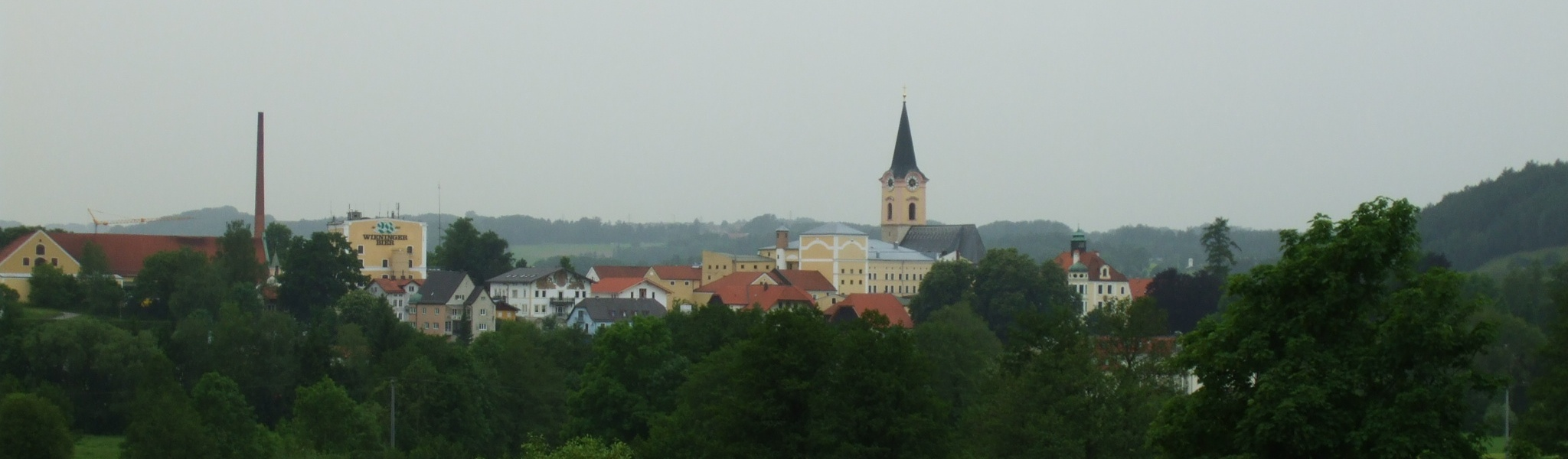
Teisendorf

Zur Gemeinde Teisendorf gehört das Tal der Oberteisendorfer Ache mit dem Bergbaumuseum Achthal. Auf dem Marktplatz von Teisendorf steht eine Figur des Hl. Rupert, Schutzpatron des Rupertiwinkels. Wahrzeichen von Teisendorf ist die 1684 erbaute Pfarrkirche St. Andreas mit ihrem weithin sichtbaren Turm.

## Ansässige Unternehmen, Vereine und Behörden
- Brauerei Wieninger
- Bayerisches Amt für forstliche Saat- und Pflanzenzucht (ASP) der Bayerischen Forstverwaltung
- MSC Teisendorf: Der Motorsportclub Teisendorf e. V. (MSC-Teisendorf)[18] ist im deutschen Motorsportverband (DMV) organisiert. Bekannt ist der MSC Teisendorf deutschlandweit durch seine Sparte Jugendkartslalom. So kann der MSC Teisendorf einige bayerische und deutsche Meistertitel im Jugendkartslalom im DMV sowie deutsche Vereinsmeistertitel vorweisen. 2017 wurde Celina Liebmann Vizeweltmeister beim 250ccm Speedway und Markus Jell wurde 2019 deutscher Meister im Eisspeedway.
- Raiffeisenbank Rupertiwinkel
- Trachtenverein: GTEV D' Raschenberger Teisendorf
- Sportverein: TSV Teisendorf
- Bergsportverein: Sektion Teisendorf des Deutschen Alpenvereins, sie betreibt eine Kletterhalle und die Teisendorfer Hütte.[19]

## Tourismus
Wie im restlichen Landkreis ist auch in Teisendorf der Tourismus eine wichtige Einnahmequelle. Mit 872 Fremdenbetten und 63.000 jährlichen Übernachtungen ist der Fremdenverkehr ein beachtlicher Wirtschaftszweig.
Das von den Verkehrsvereinen geschaffene markierte Wanderwegenetz beträgt ca. 300 km. Radwanderungen sind auf 200 km Gemeindestraßen möglich.

## Persönlichkeiten

### Ehrenbürger
Folgende Personen wurden zu Ehrenbürgern des Marktes Teisendorf ernannt:
- Ludwig Dettendorfer (1835–1908), Ernennung am 26. Oktober 1890 zum 25-jährigen Wirken als Lehrer in Teisendorf für seine Verdienste um Kirche, Schule und Gemeinde
- Joseph Doisl (1825–1909), Pfarrer in Teisendorf 1887–1909, Ernennung am 4. Januar 1903 zum 50-jährigen Priesterjubiläum für seine Verdienste um Kirche, Schule und Gemeinde
- Max Joseph Wieninger (1842–1910), Kommerzienrat, Guts- und Brauereibesitzer, Ernennung am 7. März 1909 als Dank für die Errichtung der Max Joseph und Anna Wieninger’schen Armenstiftung
- Ludwig Miller, Rentier aus München, Ernennung am 16. März 1912 als Dank für die Schenkung von 20.000 Mark
- Lorenz Dunstmair (1873–1937), Pfarrer in Teisendorf 1909–1930, Ernennung am 3. April 1928 zum 40-jährigen Priesterjubiläum für sein Wirken als Seelsorger und seine Verdienste um die Gemeinde Teisendorf
- Ludwig Wieninger (1880–1953), Guts- und Brauereibesitzer, 2. Bürgermeister 1912–1919 und 1925–1929, Gemeinderat 1946–1948, Ernennung am 1. Januar 1932 für seine Verdienste um die Gemeinde Teisendorf

In der 1972 eingegliederten Gemeinde Holzhausen bei Teisendorf wurde folgende Person zum Ehrenbürger ernannt:
- Alois Seidl (1886–1981), Gastwirt und Molkereibesitzer, Bürgermeister 1919–1937, Ernennung am 14. Oktober 1966 für seine Verdienste als Bürgermeister, als Vorstand des Wasserbeschaffungszweckverbandes Surgruppe und als Gründungsmitglied der Raiffeisenkasse Holzhausen

In der 1978 eingegliederten Gemeinde Oberteisendorf wurde folgende Person zum Ehrenbürger ernannt:
- Johannes Schwertfirm (1891–1971), Geistlicher Rat und Pfarrer in Oberteisendorf 1952–1967, Ernennung am 5. Mai 1957 für seine Verdienste um Pfarrei, Kirchenbau und Gemeinde

Zudem erhielten am 5. Mai 1933 Paul von Hindenburg, Adolf Hitler und Franz Ritter von Epp die Ehrenbürgerwürde Teisendorfs, welche ihnen am 14. Juni 1946 durch einen Gemeinderatsbeschluss wieder aberkannt wurde.

### Söhne und Töchter der Gemeinde
- August Hofer (1899–1981), in Achthal geborener Maler
- Ernst Andreas Rauch (1901–1990), Bildhauer
- Karl Robel (1925–2017), Mundartdichter und Naturschützer
- Andreas Prater (1945–2022), Kunsthistoriker
- Erich G. Fritz (* 1946), Politiker
- Georg Grabner (* 1952), Politiker
- Josef Brustmann (* 1954), Kabarettkünstler
- Rainer Hörgl (* 1957), Fußballspieler und -trainer
- Tobias Regner (* 1982), Rockmusiker
- Manuel Wimmer (* 1992), Koch

### Mit Teisendorf verbunden
- Philipp Wieninger (1767–1835), Brauer und Politiker
- Max Wieninger (1809–1884), Brauer und Politiker; baute die gleichnamige Brauerei in Teisendorf nach einem Brand wieder auf
- Ruth Koser-Michaëls (1896–1968), Grafikerin, Zeichnerin und Illustratorin
- Eugen Eckert (1911–1998), Bildhauer und Maler
- Helmut Schmidt-Vogt (1918–2008), Forstwissenschaftler; leitete von 1956 bis 1964 das Forstamt Teisendorf